# Pieskowa Skała
Le Pieskowa Skała (en français : le rocher du petit chien) est un château en Pologne, situé dans le village de Sułoszowa à 27 km au nord de Cracovie. La première mention de ce château apparait en 1315 dans un document en latin du roi Ladislas Ier de Pologne sous le nom de "castrum Peskenstein".

## Historique
L'actuel château, construit par Casimir III de Pologne, est un des plus célèbres exemples de l'architecture défensive de la Renaissance polonaise. Il fut édifié dans la première moitié du XIVe siècle et faisait partie intégrante de l'ensemble des fortifications appelé Chemin des nids d'aigle le long du Jura cracovien entre Cracovie et Częstochowa.
Le château a été rénové et donné par le roi Louis Ier de Hongrie en 1377 à Piotr Szafraniec de Łuczyce mais sa famille n'a acquis les pleins droits de propriété qu'en 1422 par le roi Ladislas II Jagellon, en reconnaissance des services accordés par Piotr Szafraniec, lors de la bataille de Grunwald.
Le château a été reconstruit dans le style maniériste entre 1542 et 1544 par Niccolò Castiglione avec la participation de Gabriel Słoński. Son commanditaire était la calviniste Stanisław Szafraniec, voïvodie de Sandomir. La tour médiévale a alors été transformée en un double loggia décorée en sgraffite. Entre 1557 et 1578, la cour de forme trapézoïdale a été entourée au niveau des deux étages supérieurs par des arcades, ornée de 21 mascarons. L'avant-corps au-dessus de la porte est un ajout du XVIIe siècle.
Le dernier propriétaire dans la famille Szafraniec fut Jędrzej, fils de Stanisław, qui mourut sans enfant en 1608. Après sa mort, le domaine fut la propriété de Maciej Łubnicki puis de la famille Zebrzydowski. En 1640, Michał Zebrzydowski construit les bastions avec la porte baroque et une chapelle. Le château changea ensuite maintes fois de propriétaire au fil des siècles. En 1903, il est acheté par la société Pieskowa Skała, dirigée par Adolf Dygasiński (en). il a depuis été restauré minutieusement par l'État polonais.

## Galerie photographique

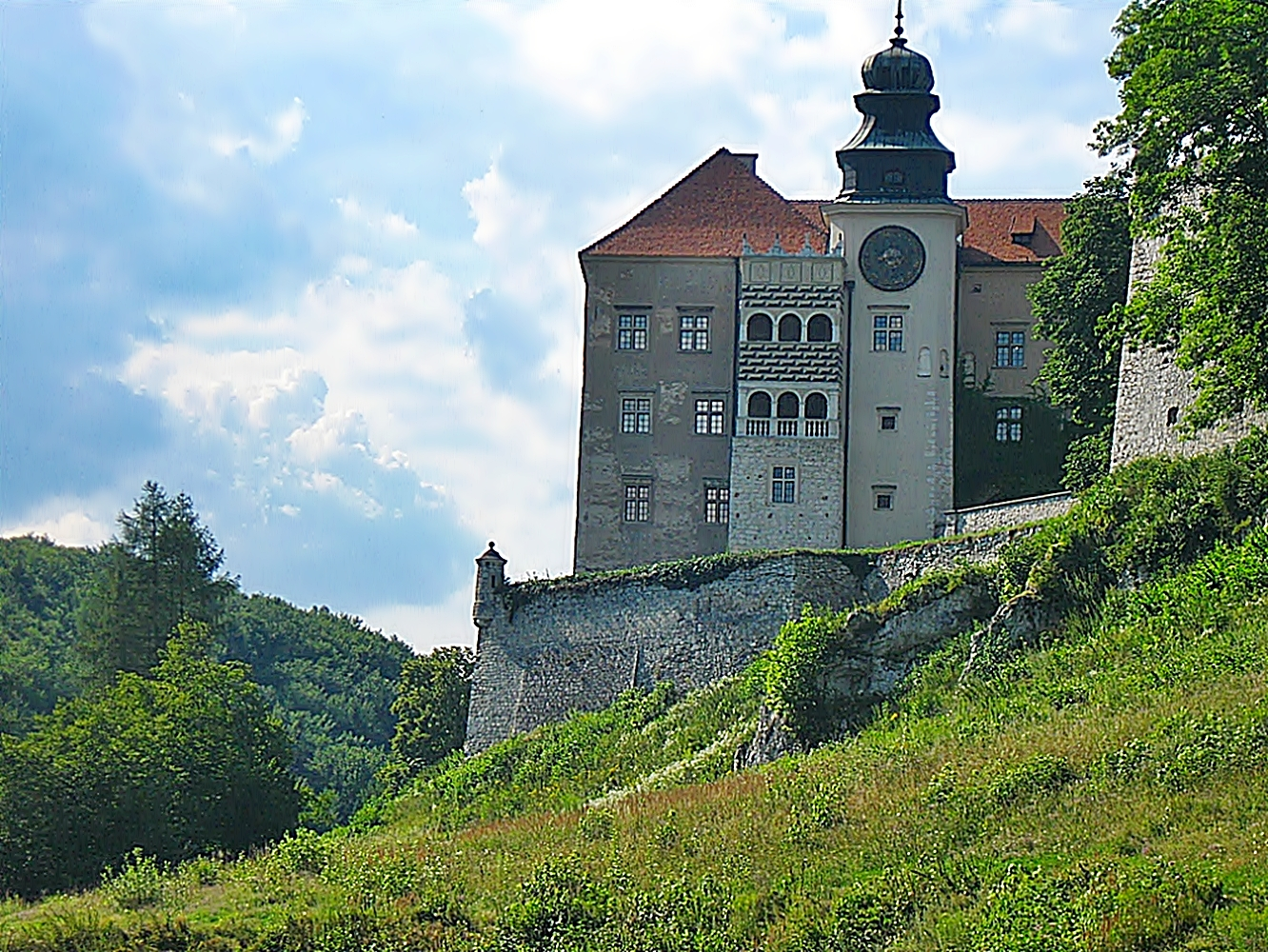
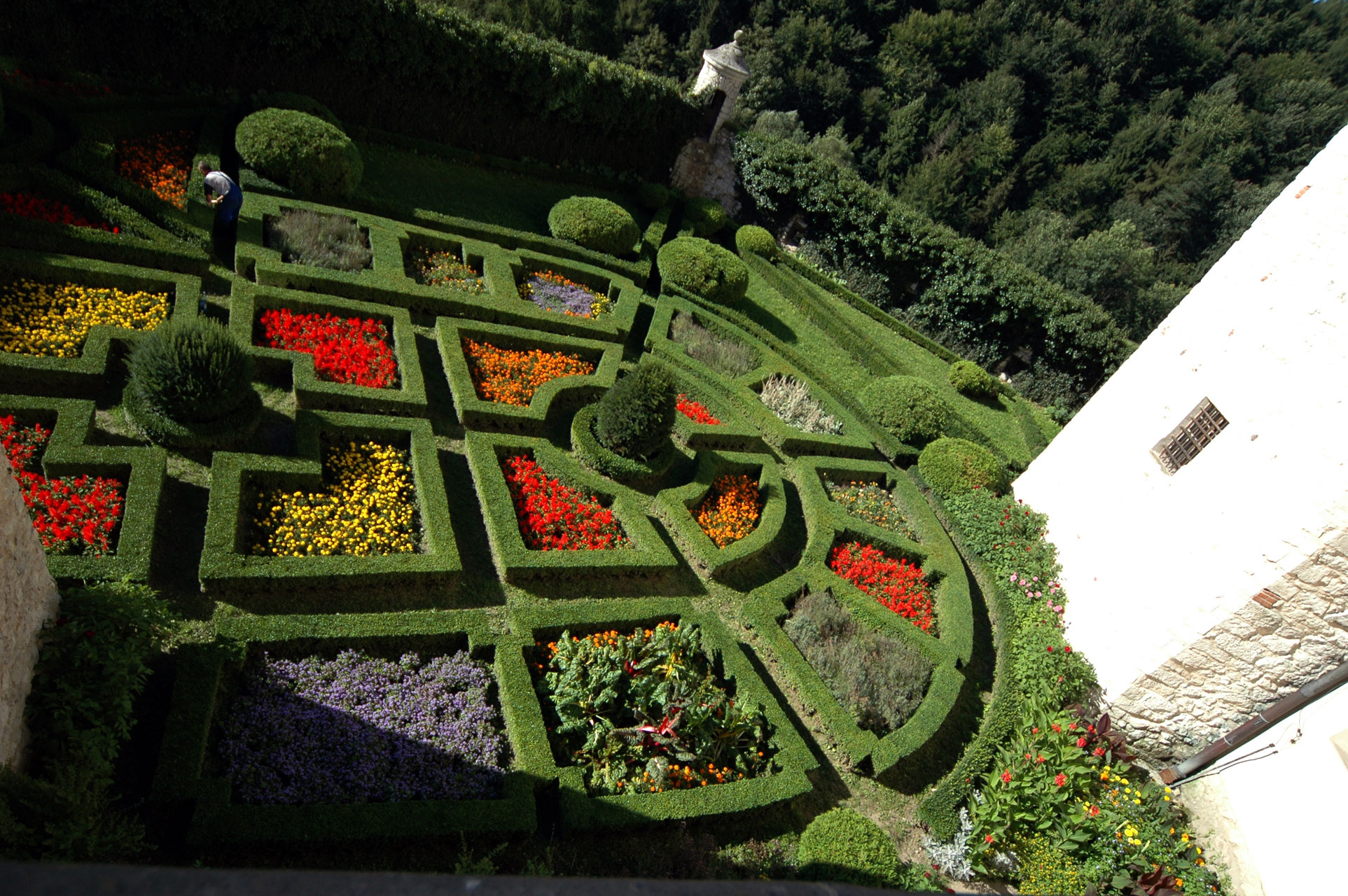
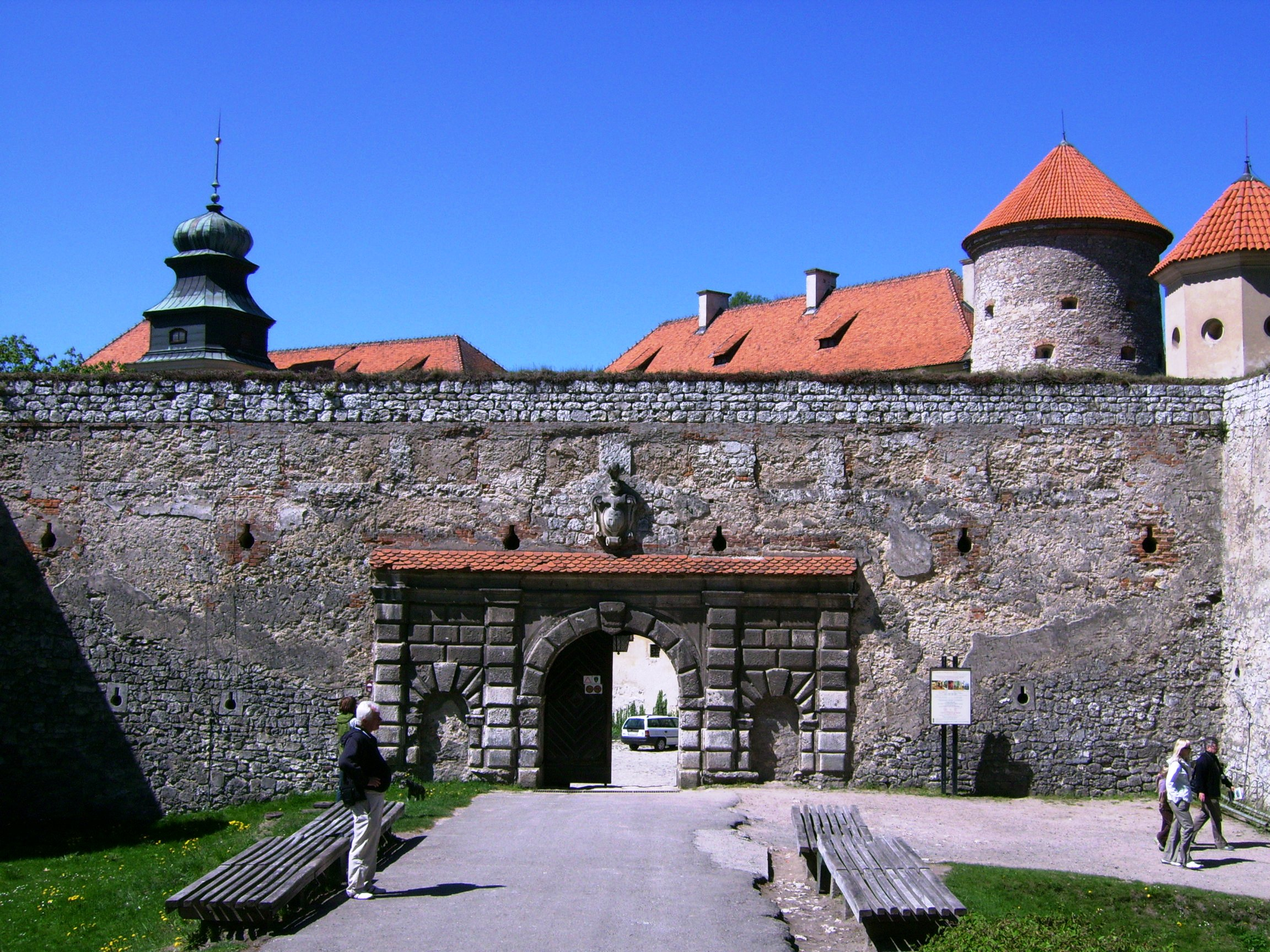
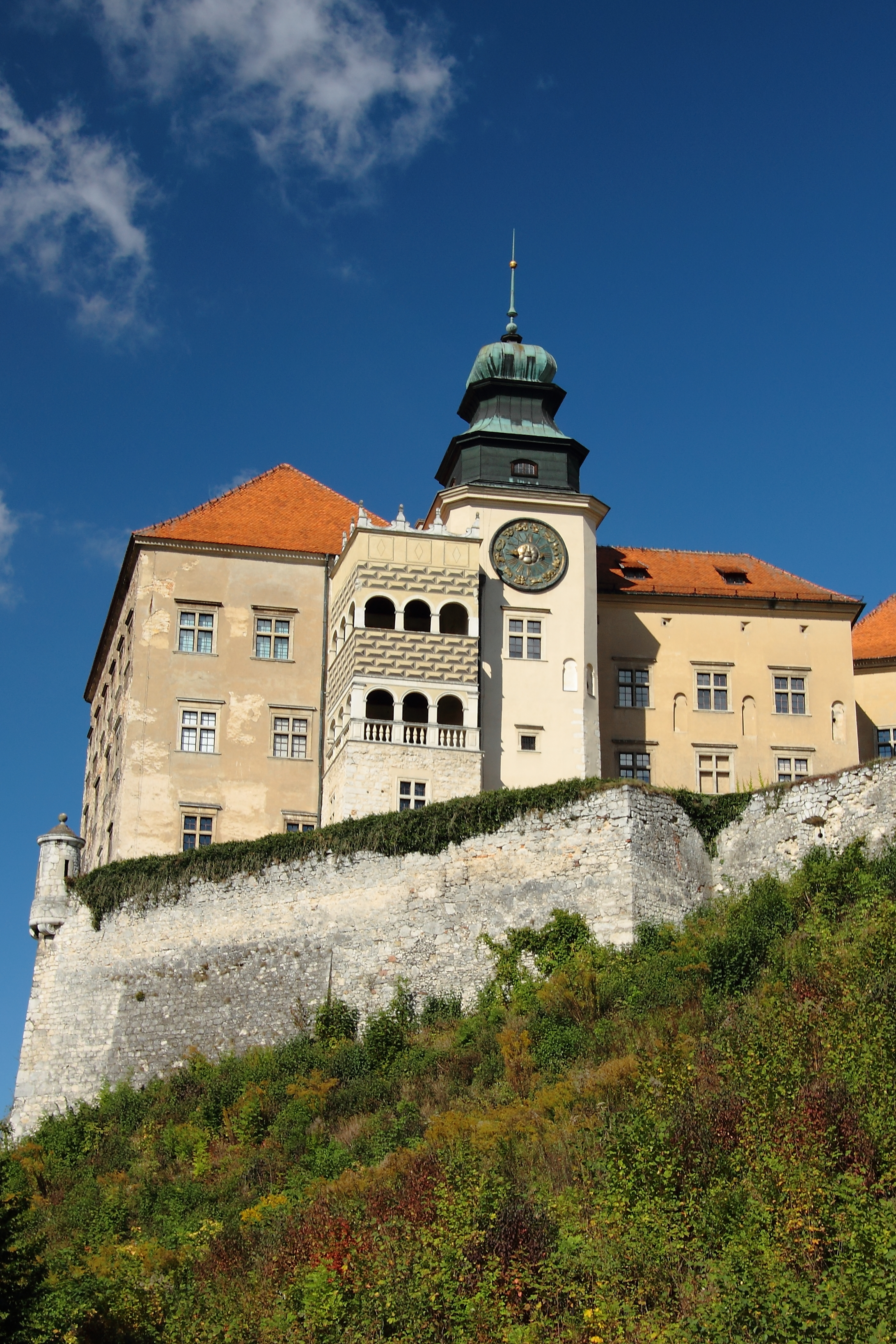

## Source
- (en) Cet article est partiellement ou en totalité issu de l’article de Wikipédia en anglais intitulé « Pieskowa Skała » (voir la liste des auteurs).